# Gunzenhausen
Gunzenhausen is een plaats in de Duitse deelstaat Beieren, gelegen in het Landkreis Weißenburg-Gunzenhausen. De stad telt 16.665 inwoners.

## Geografie
Gunzenhausen heeft een oppervlakte van 82,73 km² en ligt in het zuiden van Duitsland.

## Stadsdelen
| - Aha (met Edersfeld) - Büchelberg - Cronheim (met Filchenhard) - Frickenfelden - Gunzenhausen - Laubenzedel (met Sinderlach en Schnackenmühle) - Nordstetten - Oberasbach (met Obenbrunn) | - Pflaumfeld (met Steinacker) - Schlungenhof - Stetten (met Maicha) - Streudorf (met Höhberg en Oberhambach) - Unterasbach - Unterwurmbach (met Oberwurmbach) - Wald (met Mooskorb, Schweina, Steinabühl, Unterhambach) |

## Geboren
- Simon Marius (1573 - 1624), astronoom

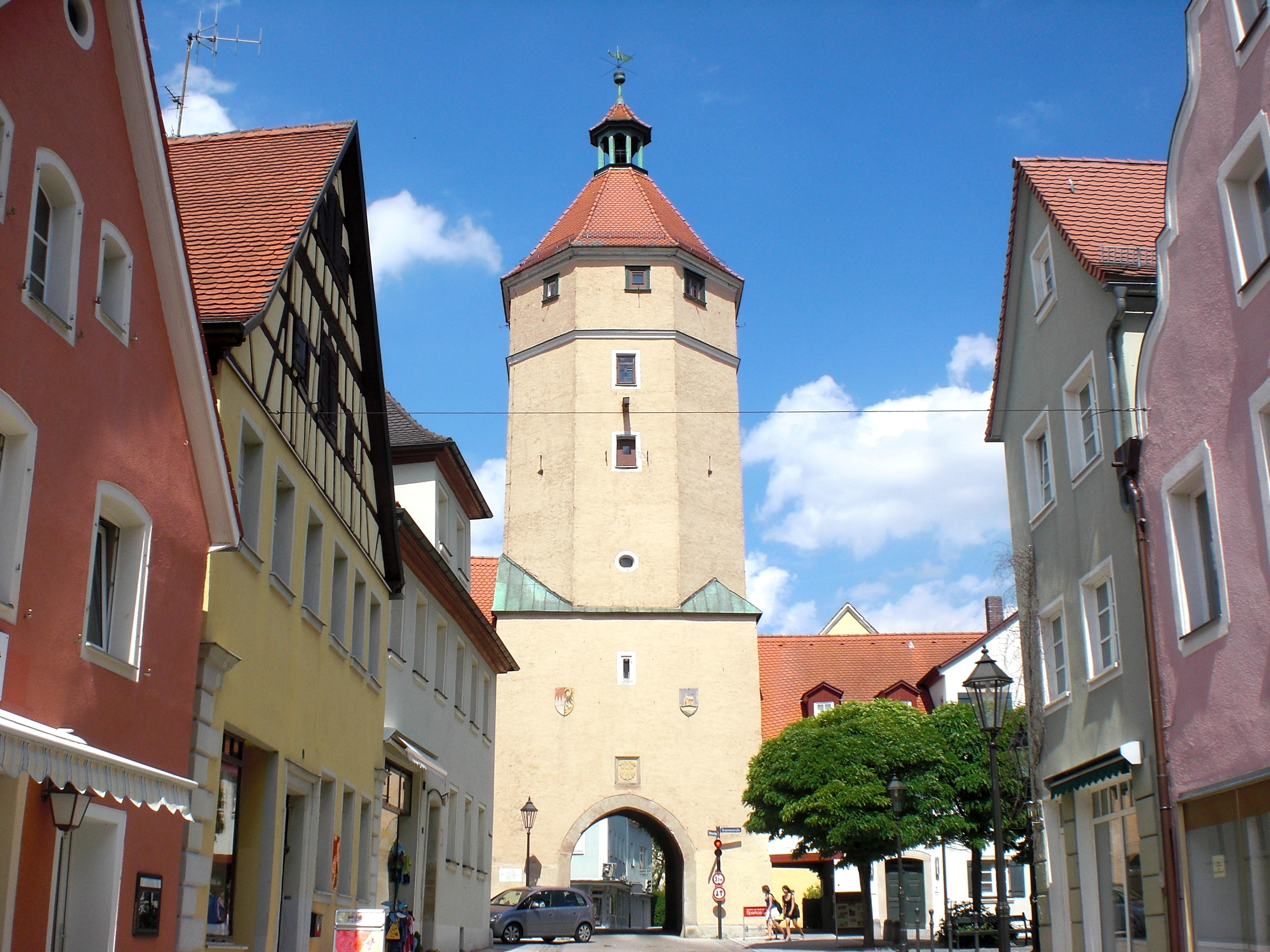
Blasturm

Absberg ·
Alesheim ·
Bergen ·
Burgsalach ·
Dittenheim ·
Ellingen ·
Ettenstatt ·
Gnotzheim ·
Gunzenhausen ·
Haundorf ·
Heidenheim ·
Höttingen ·
Langenaltheim ·
Markt Berolzheim ·
Meinheim ·
Muhr am See ·
Nennslingen ·
Pappenheim ·
Pfofeld ·
Pleinfeld ·
Polsingen ·
Raitenbuch ·
Solnhofen ·
Theilenhofen ·
Treuchtlingen ·
Weißenburg in Bayern ·
Westheim